# Valentin Calafeteanu

a Compétitions nationales et continentales officielles uniquement.

b Matchs officiels uniquement.
Dernière mise à jour le 14 juillet 2019.
Valentin Calafeteanu, né le 25 janvier 1985 à Bucarest, est un joueur de rugby à XV qui évolue au poste de demi de mêlée. Il joue pour l'équipe de Roumanie de rugby à XV et en club avec le CSM Bucarest.

## Biographie

### Carrière internationale
Il a disputé son premier match avec l'équipe de Roumanie le 20 novembre 2004 contre l'équipe du Japon.

## Palmarès

### En club
- Champion de Roumanie en 2004 et 2007 avec le Bucarest.

### En équipe nationale
- 100 sélections depuis 2004 avec le XV de Roumanie
- 11 essais, 1 drop, 32 transformations et 37 pénalités (233 points)

- coupe du monde de rugby 2007 : 4 matchs, 1 comme titulaire.
- coupe du monde de rugby 2011 : 3 matchs.
- coupe du monde de rugby 2015 : 4 matchs,  2 comme titulaire.